# José Carrasco Tapia

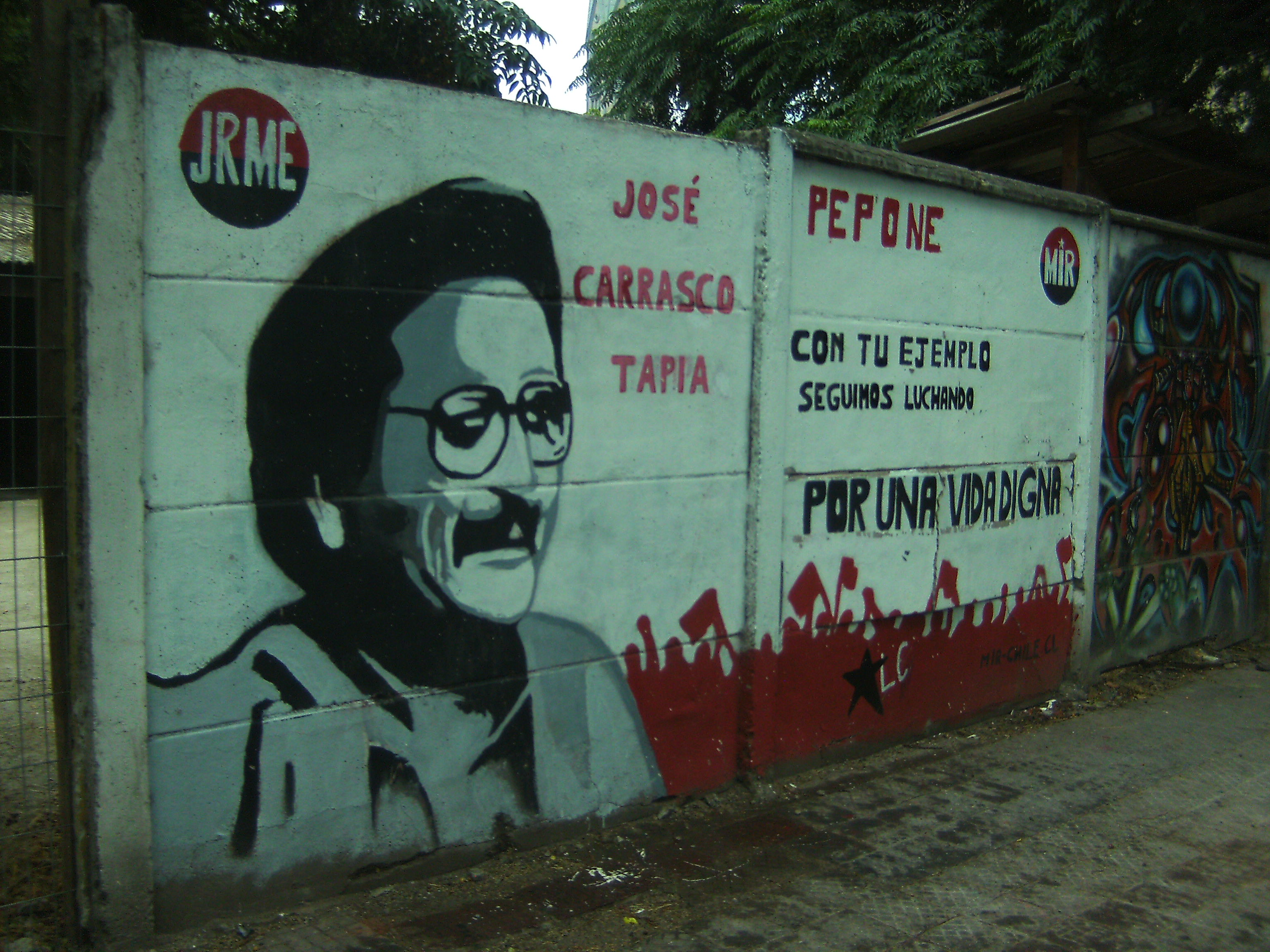
Wandgemälde zu Ehren des Journalisten José Carrasco Tapia, der von den Kräften der Pinochet-Diktatur in Chile ermordet wurde. Es befindet sich vor dem Sitz des chilenischen Studentenverbands FECH (Federation of Students of Chile).

José Humberto Carrasco Tapia (* 24. August 1943 in Santiago de Chile; † 8. September 1986 ebenda) war ein chilenischer Journalist. Er war Herausgeber der während der Militärdiktatur verbotenen chilenischen Zeitschrift Análisis sowie Leiter des Auslandsressorts dieser Zeitschrift. Außerdem war er Vorsitzender des chilenischen Journalistenverbands.
Carrasco Tapia war Kritiker von Chiles Diktator Augusto Pinochet und deshalb mehrfach inhaftiert. Von 1977 bis 1984 lebte er im Exil in Venezuela und Mexiko.

## Ermordung
Am 8. September 1986 wurde Carrasco Tapia aus seinem Haus verschleppt und später an einer Friedhofsmauer in Santiago de Chile von chilenischen Todesschwadronen ermordet.
1987 erhielt er posthum den Fritz-Sänger-Preis in „Anerkennung journalistischen Mutes unter einer Militärdiktatur in der Dritten Welt“.